# Volken
Volken é uma comuna da Suíça, situada no distrito de Andelfingen, no cantão de Zurique. Tem 3,2 km² de área e sua população em 2018 foi estimada em 362 habitantes.